# Frappes de missiles du 8 juillet 2024 en Ukraine
Des frappes de missiles massives ont lieu contre l'Ukraine le 8 juillet 2024, durant l'invasion de l'Ukraine par la Russie. Kyïv, Kryvyï Rih et d'autres villes d'Ukraine sont la cible de plus de quarante missiles de l'armée russe, dont les missiles hypersoniques Kinjal, difficiles à intercepter. Au total, au moins 47 personnes sont tuées et plus d'une centaine sont blessées. À Kyiv, outre les bâtiments résidentiels et les infrastructures, l'hôpital pour enfants OkhMatDyt est endommagé, et deux adultes y ont été tués. La communauté internationale condamne ces attaques, beaucoup les qualifiant de crimes de guerre russes.

## Attaque
Vers 10 heures du matin, le 8 juillet 2024, les forces russes lancent plus de quarante missiles vers l'Ukraine.

### Kiev

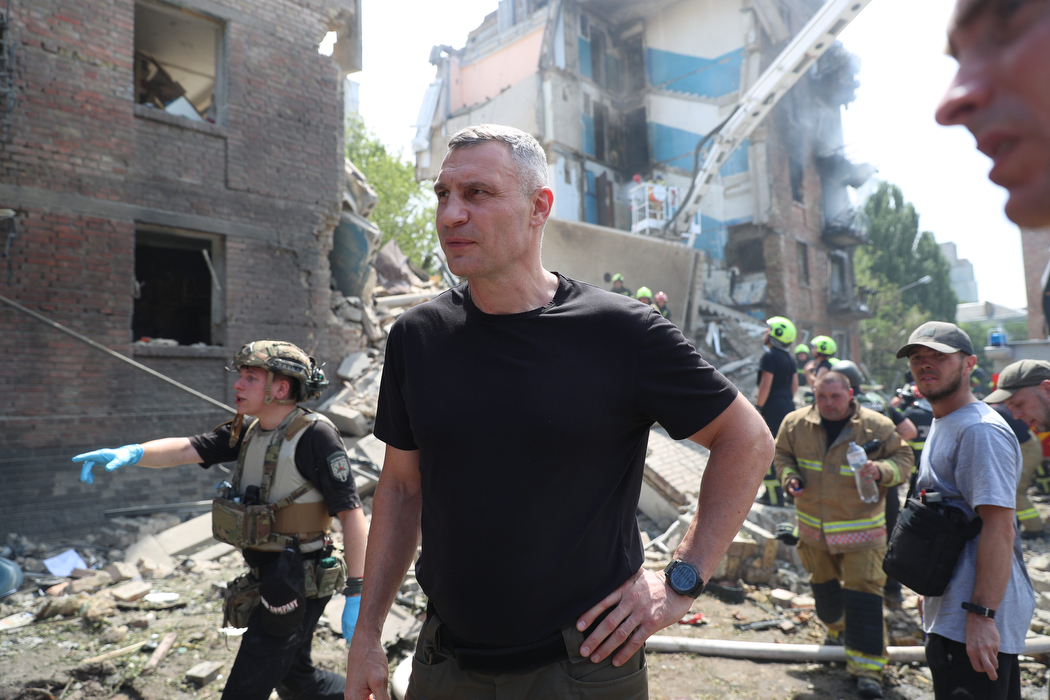
Le maire Vitali Klitschko sur un site du raïon de Chevtchenko.
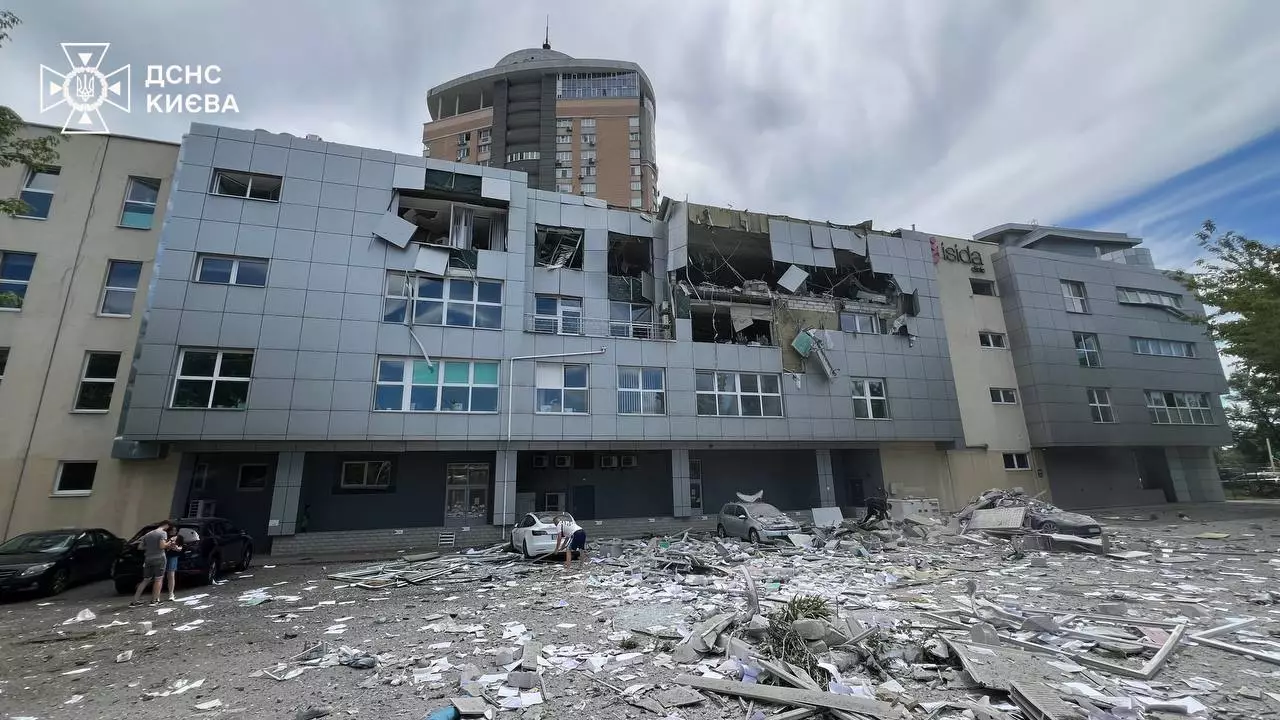
Le centre médical ISIDA, rue Raïssy Okipnoï, après les frappes.

À Kiev, les raïons de Solomianka, Dnipro, Darnitsa, Sviatochyne, Desna, Chevtchenko et Holossiïv sont touchés par les frappes

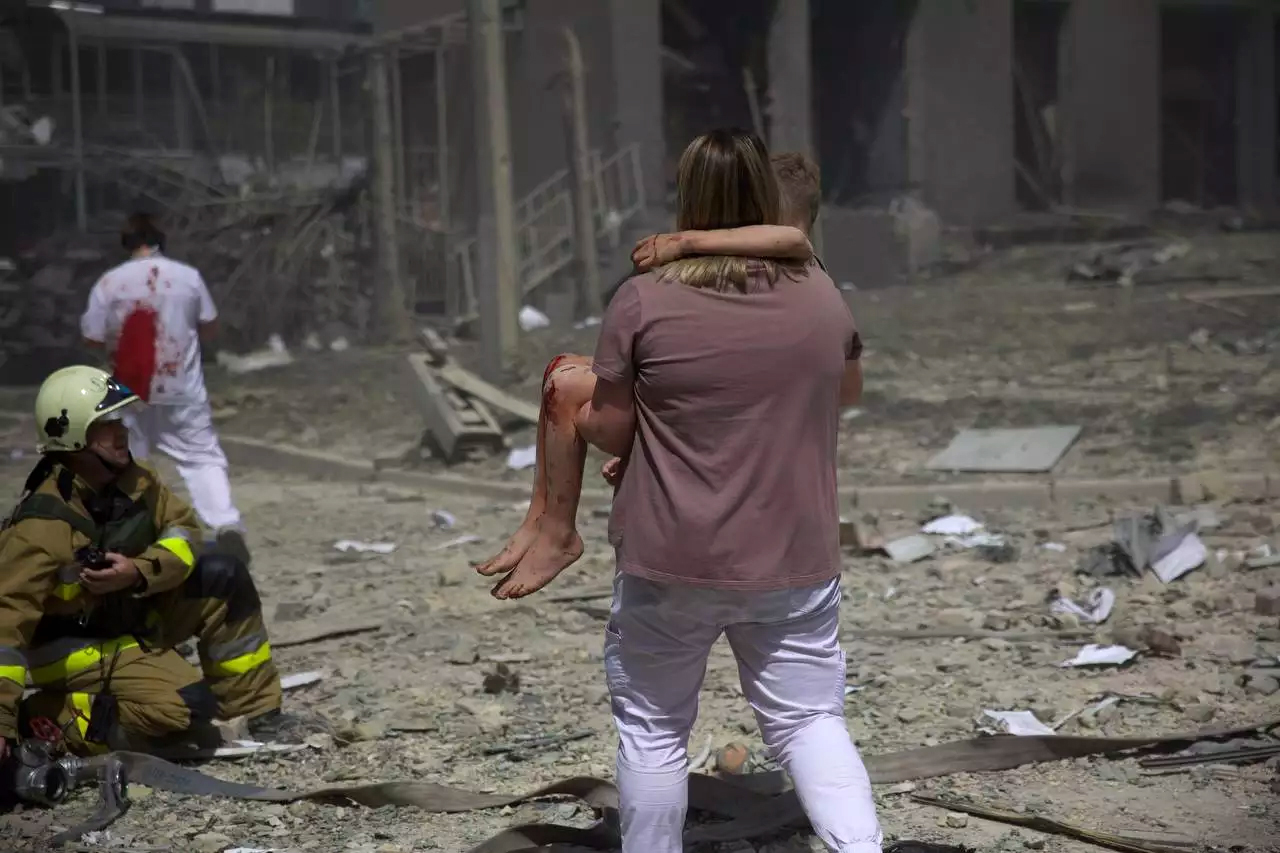
Évacuation d'un enfant près d'OkhMatDyt après l'attaque russe

L'un des missiles touche l'hôpital pour enfants OkhMatDyt, où les salles d'opération sont détruites pendant les opérations. Plus de 60 % des installations auraient été détruites. Un incendie se déclare après les attaques. Certaines personnes se retrouvent coincées sous les décombres d'Okhmatdyt. La Russie dément avoir frappé l'hôpital elle a affirmé viser seulement des cibles militaires, cependant l'ONG Bellingcat a présenté des preuves montrant que les forces russes ont bien visé l'hôpital.
Dans le district de Solomianka, des missiles touchent un immeuble de bureaux, ainsi que plusieurs étages d'un immeuble à plusieurs étages, la superficie totale de destruction est de 1 500 mètres carrés et sept personnes sont tuées. Dans le district de Holossiïv, des immeubles d'habitation, des garages et des voitures sont endommagés. Dans le district de Dnipro, une attaque de missiles a lieu dans la région. Dans le district de Darnitsa, une maison privée est endommagée par l'impact. Des incendies se déclarent dans les districts de Desna et Sviatochyne à la suite de cette attaque. Dans le district de Chevtchenko, un immeuble d'habitation s'effondre et une entrée est détruite. Les résidents sont évacués.
Peu avant le bombardement de l'hôpital, l'usine militaire "Artyom", située à un kilomètre de l'hôpital, déjà ciblée depuis le début de la guerre, est également visée par six missiles,. La Russie affirme que l'usine a produit des munitions, ce que la partie ukrainienne dément,,. Associated Press a déclaré que l'usine produisait des "composants pour divers missiles de qualité militaire".
À Kiev, 20 personnes ont été tuées et 61 sont blessées.

### Kryvyï Rih
À Kryvyï  Rih, 11 personnes sont tuées et 31 autres hospitalisées après qu'une frappe de missile russe a touché un bâtiment administratif d'une usine de traitement du charbon.

### Dnipro

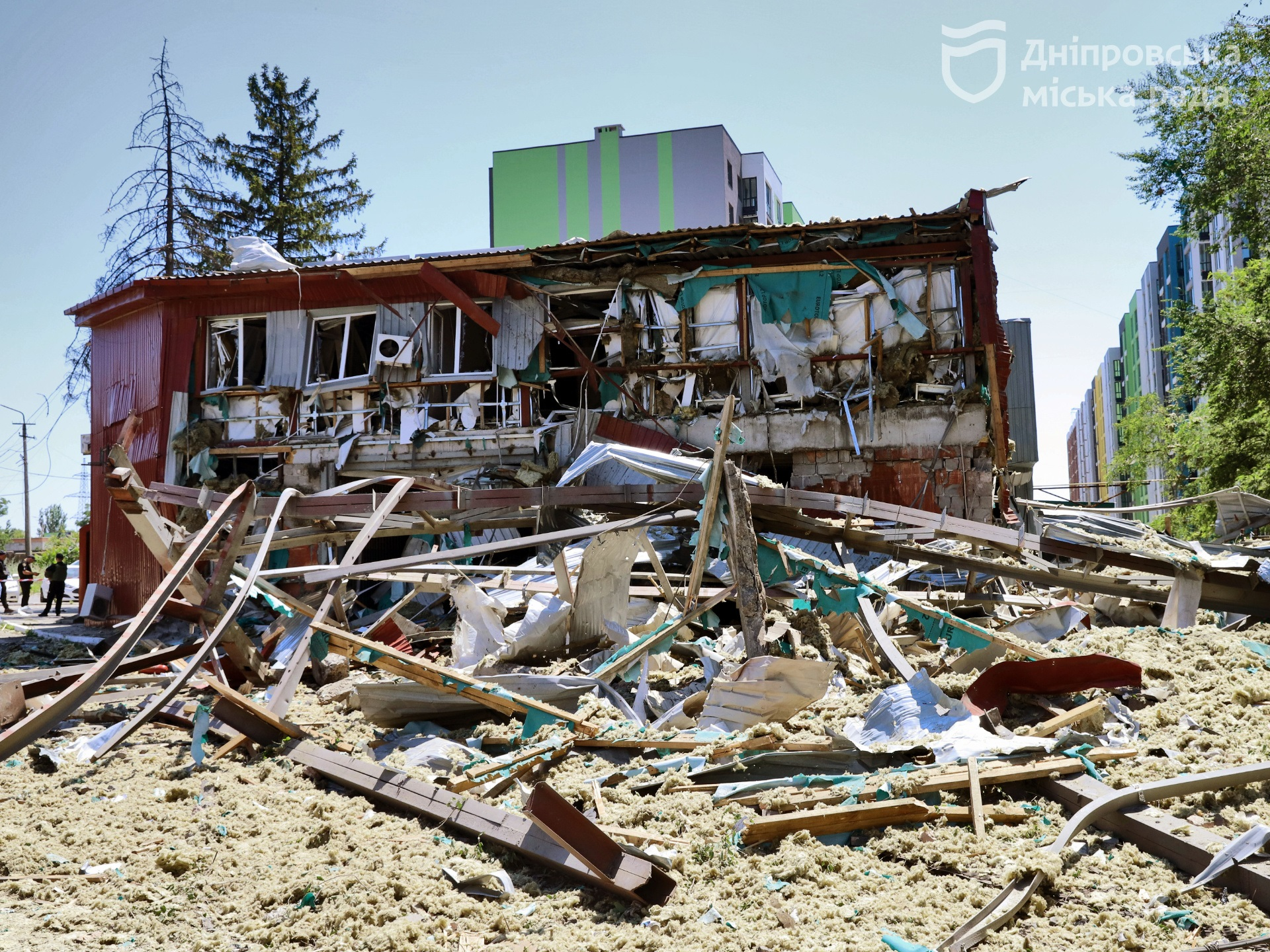
Station service touchée à Dnipro.

À Dnipro, une frappe touche un immeuble, tuant une personne et en blessant 12 autres.

### Pokrovsk
À Pokrovsk, trois personnes sont tuées.

## Réactions

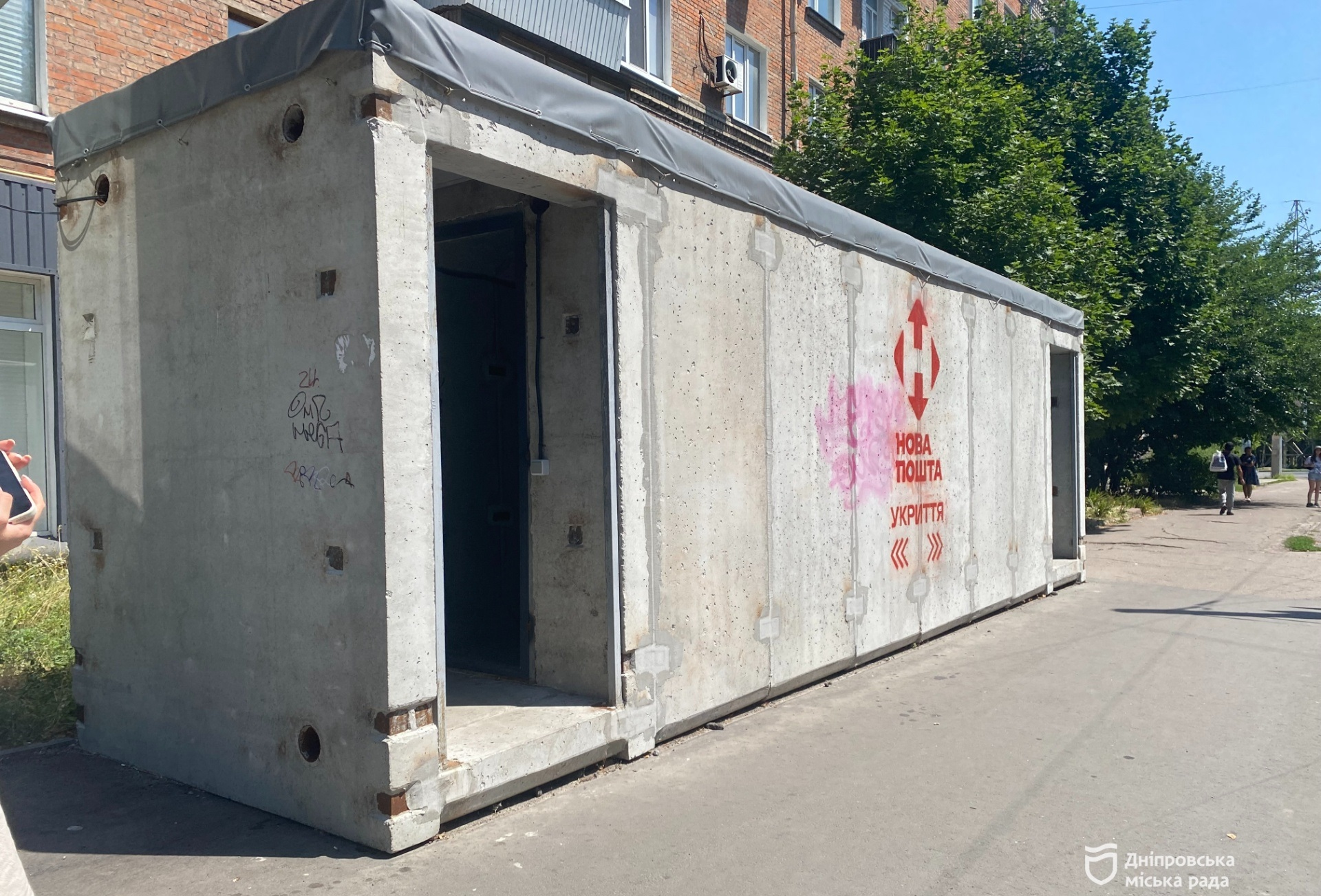
Exemple d'abris de protection de rue, ici parrainé par Nova Pochta, opérateur postal privé.

Un jour de deuil est déclaré le 9 juillet à Kryvyï Rih. Les attaques ont lieu juste avant la tenue prévue d'un sommet de l'OTAN à Washington avec la participation de l'Ukraine. 
Une réunion du Conseil de sécurité des Nations unies est convoquée après la frappe. Le représentant ukrainien aux nations unies Serhiy Kyslytsya accuse la Russie d'avoir « visé délibérément ceux qui constituent peut-être la population la plus vulnérable dans toute société ». L'ONU estime qu'« il y a une forte probabilité que l'attaque sur l'hôpital soit due à un tir direct de missile russe ».
La diplomatie russe et les comptes relayant la propagande de la Russie affirment que les dégâts sur l'hôpital OkhMatDyt seraient dus à un missile intercepteur de la défense antiaérienne ukrainienne. Cependant, les images filmées peu avant l'impact permettent d'identifier formellement le missile comme un missile de croisière russe Kh-101. Elles indiquent aussi qu'il ne s'agit pas d'un missile d'interception. Les analyses OSINT prouvent que le projectile russe était intact avant l'impact, indiquant que « le vol semble totalement contrôlé » et que le missile vise bien l'hôpital.
Le président Biden dénonce les frappes russes comme un « horrible rappel de la brutalité de la Russie ».